# 仙州
仙州，渤海国的扶余府所领二州之一。为附廓州。
仙州治所在辽宁省西丰县南城子山古城。下辖强师（帅）、新安、渔谷三县。一说辽朝黄龙府之长平等县为其所属，而通州的扶余等县为仙州属县。辽朝灭渤海，州废，所领强师县，大部分百姓被辽太祖迁至今内蒙古巴林左旗境，置定霸县（治所在波罗城）统治。